# Когда человек улыбнулся
Когда человек улыбнулся (укр. Коли людина посміхнулась) — художественный фильм, снятый в 1973 году режиссёром Борисом Ивченко на киностудии им. А.Довженко.
Экранизация романа Петра Лебеденко «Четвёртый разворот».

## Сюжет
В результате автомобильной аварии, в которой погибли лётчик Роман и стюардесса Ольга, их маленькие дети остались сиротами. Маленький сын Ольги и Алексея потерял маму, а Инга — любимого мужа. Преданный друг погибших, Алексей, взял на себя заботу о детях. С годами он всё больше понимает, что как и когда-то он самый преданный из друзей Инги, и у неё в жизни не было более близкого человека.

## В ролях
- Земфира Цахилова — Инга
- Борис Савченко — Роман
- Галина Довгозвяга — Ольга, жена Алексея, стюардесса
- Иван Миколайчук — Алексей
- Виталий Розстальный — Дубинин
- Анатолий Барчук
- Виктор Маляревич — бортмеханик
- Владимир Талашко — радист
- Константин Степанков — главврач
- Фёдор Стригун — Люпин
- Лариса Халафова — стюардесса
- Владимир Волков — диспетчер
- Фёдор Панасенко — пассажир
- Галина Демчук
- Светлана Кондратова
- Гижури Кобахидзе
- Тарас Колесников